# Albinaria adrianae
Albinaria adrianae is een slakkensoort uit de familie van de Clausiliidae. De wetenschappelijke naam van de soort is voor het eerst geldig gepubliceerd in 1979 door E. Gittenberger.